# غزوه بدر
غَزوهٔ بَدْر یا بَدْرُ الْکُبریٰ، نخستین نبرد بزرگِ محمّد، پیامبر اسلام، در مواجهه با مشرکان مکّه بود که در ۱۷ تا ۲۱ رمضان سال دوم ه‍.ق (۱۳ تا ۱۷ مارس ۶۲۴ میلادی) رخ داد. این، نخستین نبردی بود که مسلمانان مدینه، موسوم به انصار، نیز در آن شرکت داشتند. این نبرد با پیروزی قاطع مسلمانان و کشته و اسیر شدن جمع زیادی از سپاه مکّه به پایان رسید.
منطقهٔ بدر واحه‌ای در میان مکّه و مدینه است که شهرتش به‌خاطر وجود چاه‌های آب در آن است. بازاری که در پیش از اسلام در منطقهٔ بدر برقرار می‌شد، هر ساله از اول تا هشتم ذیقَعده و با مراسم عبادی در برابر بُت‌ها و برنامه‌های تفریحی همراه بود. سالانه دو کاروان تجاریِ بزرگ از مکّه خارج می‌شد و سود حاصل از آن، بخش عمدهٔ درآمد اهل مکّه را شامل می‌شد و همهٔ تاجران مکّه در آن سهیم بودند و تقریباً برای هر کس از اهل مکّه اهمیت داشت. در جمادی الْاوّل یا جمادی‌الثّانی سال دوم ه‍.ق، ابوسفیان کاروان تجاری بزرگی را به‌مقصد شام رهبری کرد و محمد از این موضوع باخبر شد. ۱۵۰ تا ۲۰۰ تن از مسلمانان برای حمله به آن در ذِی‌الْعَشیره کمین کردند و کمی بعد دریافتند که کاروان چند روز پیش از آنجا گذشته‌است؛ پس تصمیم گرفتند هنگام بازگشتِ کاروان به مکّه به آن حمله کنند. از سوی دیگر، ابوسفیان که شرایط منطقه را به‌خوبی زیر نظر داشت، گویا از مأموران محمد آگاهی یافت و برای مقابله با این اقدام، کسی را به مکّه فرستاد تا مکّیان را از قصد مسلمانان آگاه سازد. این خبر موجب تلاطم در مکّه شد اما در ابتدا چندان جدی تلقی نشد. بهرامیان در دایرةالمعارف بزرگ اسلامی، احتمال می‌دهد که این جدی تلقی نشدن، به‌جهت در نظر گرفتن شرایط مسلمانانِ مدینه بوده‌است. در مکّه، ابوجهل مسئول تجهیز سپاه مکّیان بود و احتمالاً این فرصت را برای از بین بردن محمد مناسب می‌دید.
هنگام بازگشت کاروان از شام به مکه، محمد از طریق دو فرستاده خود مطلع شد که کاروان با ۴۰ نفر و نزدیک به پنجاه هزار دینار طلا عازم مکه است. سپاه مسلمانان متشکل از ۳۰۰ تا ۳۱۷ تن (۸۲ تا ۸۶ تن از مهاجرین، ۶۱ تن از اوس و ۱۷۰ تن از خزرج) و ۲ یا ۳ اسب و ۷۰ شتر به‌سمت منطقهٔ بدر حرکت کردند. دربارهٔ علت ورود سپاهیان مسلمان به منطقهٔ بدر، این احتمال داده می‌شود که مسلمانان تصور داشتند کاروان تجاری قریش برای معامله و داد و ستد، به بازار بدر مراجعه خواهد کرد. این درحالی است که آنان از مواجهه با سپاه مکیان اطلاعی نداشتند و اصحاب محمد انتظار نداشتند که در این نبرد، با جنگی سخت مواجه شوند. در مقابل، سپاه مکه متشکل از ۹۵۰ سرباز، شامل ۱۰۰ سواره‌نظام و ۶۰۰ سرباز زره‌پوش و تعداد زیادی شتر، به‌رهبری عمرو ابن هشام (ابوجهل) بود.
در ابتدای درگیری، اَسوَد بن عبدالْاسد کنارِ آب‌انباری رفت که مسلمانان ساخته بودند و حَمزَة بن عبدالْمطّلب وی را کشت. سپس عُتبه پیش آمد و برای نبرد تن‌به‌تن مبارز طلبید؛ میان عتبه و شیبه (برادر عتبة) و ولید (پسر عتبه) از قریش، و عُبَیْدَة بن حُرَیْث و حمزه و علی از مسلمانان، نبردی سه به سه درگرفت و هنگامی که شیبه توسط حمزه، و ولید توسط علی کشته شدند، عتبه عبیدة را زخمی کرد. سپس حمزه پیش رفت و عتبه را کشت و با کمک علی، عبیده را به لشکرگاه بازگرداند و وی چند روز بعد درگذشت. کمی بعد از سوی سپاه مکه چند تیر انداخته شد و دو مسلمان کشته شدند؛ و آنگاه نبرد اصلی آغاز شد. در نبرد عمومی که ظاهراً با تیراندازی آغاز شد، مسلمانان با قدرت حمله کردند و صفوف مکیان را درهم کوبیدند و خیلی زود شکست در لشکرِ قریش افتاد و اکثرشان حین نبرد گریختند. منابع در آمار تلفات و اسیرانِ این جنگ دچار اختلاف هستند؛ با این وجود قریب به ۷۰ تن از سپاه مکه کشته، و تقریباً به همین تعداد اسیر شدند و بسیاری از بزرگان قریش مانند ابوجهل و اُمَیَّةِ بن خَلَف نیز کشته یا اسیر شدند. به‌گزارش منابع اسلامی، ۱۴ مسلمان در این غزوه کشته شده‌اند. غزوهٔ بدر تأثیراتی را برای سال‌ها در میان دو طرف داشت. مسلمانان همواره این پیروزی را به‌عنوان افتخاری در میان خود می‌دانستند و حتی پس از درگذشت محمد، صحابهٔ شرکت‌کننده در نبرد بدر، بر دیگر صحابه برتری داشتند. پیروزی مسلمانان در این نبرد، نفوذ مکه را تا حد زیادی کاهش داد و جایگاه سیاسیِ مسلمانان را در مدینه مستحکم کرد. ابوسفیان پیروزی مکیان در غزوهٔ اُحُد را در برابر جنگ بدر دانست.

## پیش زمینه
پس از هجرت مسلمانان به مدینه تا رمضان سال دوم ه‍.ق، مسلمانان درگیری‌های پراکنده‌ای با مشرکان مکه داشتند. این درگیری‌ها غالباً در شکل تعرض به کاروان‌های تجاری مکیان نمایان بود و این بدان خاطر بود که محمد قصد داشت تا رویارویی با مکیان را با قطع یا تهدید رشته حیات اقتصادی و تجاری آنان آغاز نماید. در طی نخستین سال سکونت مسلمانان در مدینه، محمد اجازه داد حمله علیه کاروان‌های مکه انجام شود. سهیل هاشمی نظرات دربارهٔ این درگیری‌ها را بررسی می‌کند و گزارش می‌کند: دربارهٔ درگیری‌های اولیه میان مورخان متقدم و مستشرقین متأخر، با سیره‌نویسان، اختلاف‌نظر وجود دارد؛ به گفتهٔ اغلب تاریخ‌نگاران مسلمان متقدم، در طی این دوران محمد سیاست جدیدی را در برابر مکه اتخاذ کرد. جنگیدن با مکیان به تلافی [و جبران خسارات ناشی از] رفتار ایشان با مسلمانان؛ و طبق گفتهٔ بسیاری از خاورشناسان نیز، این حملات با هدف جبران فقر اقتصادی ناشی از مهاجرت مسلمانان به مدینه انجام می‌شد. برخی گفته‌اند «این درگیری‌ها نشان‌دهندهٔ تغییری اساسی در خط مشی پیامبر در جهت تکیه بر تنازع خشونت‌آمیز بود که با آیات ستیزه‌جویانهٔ مدنی تجویز شد.» اما محمد هیکل معتقد است که این درگیری‌ها لشکرکشی نظامی نبودند بلکه حمله‌هایی کوچک بود که با هدف خسته کردن مکیان و نمایاندن قدرت جدید مسلمانان و اثبات لزوم صلح و سازش با مسلمین انجام می‌شد.» او استدلال می‌کند که این درگیری‌ها جنبهٔ روانی داشت و بیشتر با هدف تهدید و ترساندن بود تا آغاز جنگ با قریش و کاروان‌هایش. به باور هاشمی، هر دو این دیدگاه‌ها بر مبنای حدس و گمان است. با این وجود به‌سختی می‌توان این واقعه و وقایعی که مسبب آن بودند را به روشنی شرح داد. همچنین، پیشگیری از اقدام نظامی احتمالی مکیان علیه مسلمانان و پایان دادن به آزار و اذیت اقلیت مسلمان باقی‌مانده در مکه و بستن مسیر کاروان‌های مکه تا شام یا به تعبیری دیگر، تهدید حیات اقتصادی مکه نیز به عنوان اهداف محمد از فعالیت نظامی علیه مکیان ذکر شده‌است. در طی یکی از همین درگیری‌ها در ماه رجب (یکی از ماه‌های حرام در فرهنگ اعراب) همان سال، مسلمانان با کاروانی از قریش در نخله (جایی میان مکه و طائف) درگیر شدند و عمرو بن حضرمی (از اهالی مکه) کشته شد. قریش از فرصت بهره جست و جنگی تبلیغاتی علیه مسلمانان به راه انداخت و مسلمانان را به جنگیدن در ماه‌های حرام، که نزد عرب عملی قبیح و نامتعارف بود متهم کرد تا میان مسلمانان و تمام اهالی شبه جزیره عربستان، دشمنی ایجاد کند.
پس از هجرت مسلمانان به مدینه، اهالی مکه دارایی‌های رهاشدهٔ مهاجرین مسلمان را مصادره کردند. علاوه بر آن، قریش دامنه مبارزات همه‌جانبه خود علیه پیامبر اسلام را وسعت داد و به اقداماتی چون هجرت مسلمانان به مدینه، ترغیب صاحب نفوذان مدینه در سختگیری بر مهاجران، تحریک مشرکان مدینه به قتل پیامبر اسلام و تماس‌های پنهانی جهت توطئه با یهودیان ساکن مدینه دست زدند. این تحرکات غالباً پس از پیمان عقبه صورت گرفت. محمد نیز با بستن پیام‌نامه‌هایی با سران یهود و قبایل اطراف مدینه، توطئه‌های قریش را خنثی می‌کرد. در آن هنگام آیاتی نازل شده بود که به مسلمانان، در برابر کسانی که آنان را مجبور به انکار دینشان می‌کنند یا از فراخواندن مردم به خدا منع می‌کنند، اجازهٔ جنگیدن می‌داد، و مسلمانان این را اعلان جنگی از جانب خدا علیه بت‌پرستی قریش می‌دانستند. چیز رابینسون عامل اصلی بروز درگیری را اشتیاق محمد برای فراهم ساختن شرایط اجرای مناسک مذهبی اسلام گرداگرد کعبه و بر کوه‌های مکه و نیز سرشت فعال اعتقادات وی می‌داند.

## اطلاعات کلی
غزوهٔ بدر که به بدر الکبری شهرت دارد، به جهت وقوع آن در منطقه‌ای به همین نام واقع در حجاز به این نام شهرت یافته‌است. این غزوه نخستین نبرد بزرگ محمّد است که میان مسلمانان و اهل مکه در هفدهم رمضان یا نوزدهم رمضان سال دوم (۱۳ یا ۱۵ مارس ۶۲۴ میلادی) رخ داده‌است. این نخستین نزاعی بود که انصار نیز در آن شرکت داشتند.
منطقه بدر واحه‌ای در میان مکه و مدینه است که به سبب وجود چاه‌های آب در آن شهرت دارد. در خصوص علت نام‌گذاری این منطقه به بدر، در میان منابع اختلاف وجود دارد. بر اساس روایتی، «بدر» نام دارنده یا حفرکننده چاه‌های این منطقه بوده‌است. این منطقه به جهت سرسبزی، نزهتگاه اعراب بود و بازاری به صورت موسمی در آنجا شکل داده می‌شد. بازاری که در پیش از اسلام در منطقه بدر برقرار می‌شد، هم ساله از اول تا هشتم ذیقعده و با مراسم عبادی در برابر بت‌ها و برنامه‌های تفریحی همراه بود. در خصوص چاه‌های این منطقه آورده‌اند که محل تأمین آب طایفه بنی غفار بوده‌است. در سال‌های آغازین ظهور اسلام، قبیله بنی ضمره در این منطقه ساکن بودند و بنی غفار یکی از طایفه‌های این قبیله بوده‌است. به گزارش دانشنامه جهان اسلام، منطقه بدر در ۱۳۰ کیلومتری جنوب غربی مدینه واقع شده‌است. این منطقه دشتی به طول ۹ و عرض ۷ کیلومتر است و در نزدیکی وادی صفراء واقع شده‌است. این منطقه هم‌اکنون شهری کوچک در فاصله ۱۵۳ کیلومتری جنوب غربی مدینه و ۳۴۳ کیلومتری شمال مکه است.

## اسباب و مقدمات نبرد
و [به یاد آورید] هنگامی را که خدا به شما وعده داد که یکی از دو گروه (کاروان ابوسفیان یا سپاه قریش) از آنِ شما خواهد بود، و شما دوست داشتید آنکه بی‌سلاح است (کاروان ابوسفیان) برای شما باشد؛ ولکن خدا می‌خواهد حق را با کلماتش ثابت، و کافران را ریشه‌کن کند.

—انفال، آیهٔ ۷
سالیانه دو کاروان تجاری بزرگ از مکه خارج می‌شد و سود حاصل از آن بخش عمدهٔ درآمد اهل مکه را شامل می‌شد و همهٔ تاجران مکه در آن سهیم بودند و تقریباً برای هر کس از اهل مکه اهمیت داشت. از آنجایی که کاروان در مسیر شام حداکثر می‌توانست از ۸۰ مایلی مدینه بگذرد، مسلمانان مدینه فقط با نگهبانان همراه کاروان سروکار داشتند و می‌توانستند بدان حمله کنند و بی‌آنکه کسانی از مکه بدیشان دست یابند، بگریزند. در جمادی‌الاول یا جمادی‌الثانی سال دوم پس از هجرت، ابوسفیان کاروان تجاری بزرگی را به مقصد شام رهبری کرد و محمد از این باخبر شد و ۱۵۰ تا ۲۰۰ تن از مسلمانان برای حمله به آن در ذی‌العشیرة کمین کردند و کمی بعد دریافتند که کاروان چند روز پیش از آنجا گذشته‌است، پس تصمیم گرفتند هنگام بازگشت کاروان به مکه به آن حمله کنند. از سوی دیگر، ابوسفیان که شرایط منطقه را به خوبی در زیر نظر داشت، گویا از مأموران محمد آگاهی یافت و برای مقابله با این اقدام، کسی را به مکه فرستاد تا مکیان را از قصد مسلمانان آگاه سازد. این خبر که به نحوی خاص به مکه رسید، موجب تلاطم در مکه شد اما در ابتدا چندان جدی تلقی نشد. بهرامیان در دایرة المعارف بزرگ اسلامی، احتمال می‌دهد که این جدی تلقی نشدن به جهت در نظر گرفتن شرایط مسلمانان مدینه بوده‌است. خواب عاتکه دختر عبدالمطلب نیز که نابودی و سرنگونی بزرگان مکه را ترسیم می‌کرد در بی‌انگیزگی مشرکان برای شرکت در سپاه اعزامی از مکه برای حمایت از ابوسفیان و کاروان مکیان، مؤثر بود. در مکه، ابوجهل مسئول تجهیز سپاه مکیان بود و احتمالاً این فرصت را برای از بین بردن محمد، مناسب می‌دید. منابع سرمایه این کاروان تجاری را معادل پنجاه هزار دینار تخمین زده‌اند که به قافله‌سالاری ابوسفیان و محافظت ۳۰ تا ۷۰ تن از قریشیان از شام به مکه در حرکت بود.
هنگام بازگشت کاروان از شام به مکه، محمد، طلحه بن عبیدالله و سعید بن زید را به الحوراء فرستاد تا پس از گذشتن کاروان از آنجا، به او خبر دهند. پس از اینکه آن دو به آنجا رسیدند، یکی از رئیسان جهینه از آنان استقبال و آنان را در خانه‌اش مخفی کرد تا کاروان با ۴۰ نفر و نزدیک به پنجاه هزار دینار طلا، از آنجا گذشت و آن دو با این خبر به مدینه بازگشتند. اما محمد چون بیم آن داشت برای حمله دیر شود، تا بازگشتن آن دو نفر صبر نکرد و لذا آن دو در جنگ شرکت نداشتند. سپاه مسلمانان متشکل از ۳۰۰ تا ۳۱۷ تن (۸۲ تا ۸۶ تن از مهاجرین، ۶۱ تن از اوس و ۱۷۰ تن از خزرج) و ۲ یا ۳ اسب و ۷۰ شتر؛ که هر دو یا سه نفر از یک شتر، به‌نوبت، استفاده می‌کردند به سمت منطقه بدر به حرکت افتادند. در علت اینکه چرا سپاهیان مسلمان به منطقه بدر وارد شدند، این احتمال داده می‌شود که مسلمانان تصور داشتند کاروان تجاری قریش برای معامله و داد و ستد، به بازار بدر مراجعه خواهد کرد. این در حالیست که آنان از مواجهه به سپاه مکیان اطلاعی نداشتند و اصحاب محمد توقع نمی‌دادند که در این نبرد، با جنگی سخت مواجه بشوند. مسلمانان در این سفر امکانات محدودی داشتند در حالی که محمد، علی و شخص دیگری برای پیمودن این مسیر نسبتاً طولانی، تنها یک شتر داشتند و بر همین اساس، بیشتر مسیر به صورت پیاده طی می‌شد. در اولین منزل، سپاهیان اسلام مورد بررسی محمد قرار گرفتند و چند نفر از میان سپاه به جهت سن کم، به مدینه بازگردانده شدند. به گزارش دانشنامه جهان اسلام، این غربالگری نشانه تفاوت حوادث احتمالی با وقایع پیشین بوده‌است. در مقابل سپاه مکه متشکل از ۹۵۰ سرباز که تقریباً همهٔ جنگجویان قریش را شامل می‌شد، به رهبری عمرو ابن هشام ملقب به ابوجهل بود. این سپاه شامل ۱۰۰ سواره‌نظام و ۶۰۰ سرباز زره‌پوش، و تعداد زیادی شتر بوده‌است.

## نبرد

### حرکت سپاهیان

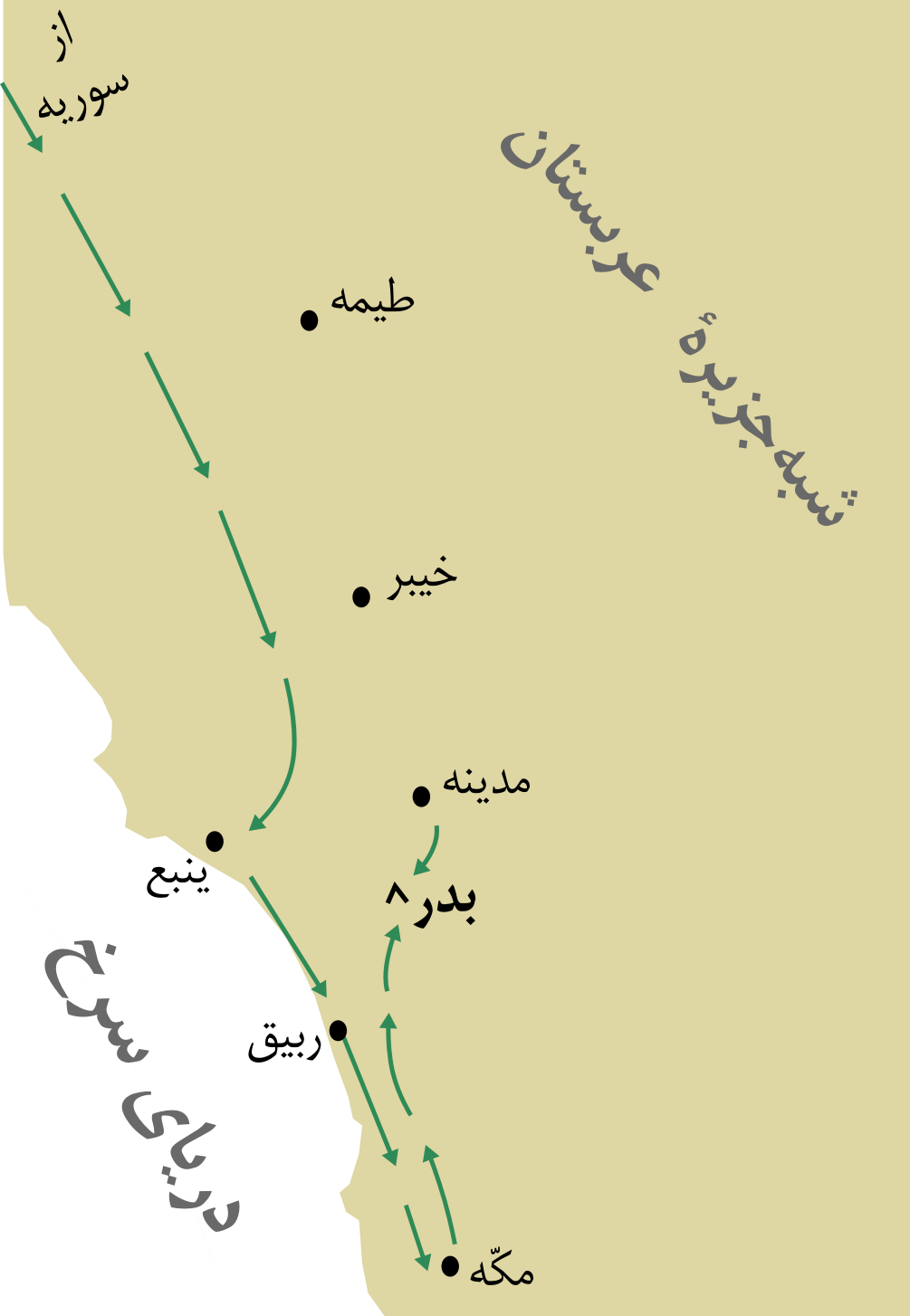
مسیر حرکت کاروان ابوسفیان، مسلمانان، و سپاه قریش.

زمان حرکت کاروان ۹۵۰ نفری مکیان که بزرگان مکه را شامل می‌شد، در منابع مشخص نشده‌است. اما سپاهیان اسلام در ۱۲ یا ۱۳ رمضان سال دوم هجری (مارس ۶۲۴ میلادی) از مدینه خارج شدند. نظر مشهور این است که تعداد مسلمانان، ۳۱۳ نفر بوده‌است. سپاهیان مدینه، پنج روز پیش از فرارسیدن کاروان مکه به سمت بدر به راه افتادند. مسلمانان در این نبرد پرچمی به رنگ سفید داشتند. از دیگر سو، ابوسفیان که کاروان را در امان تلقی کرد، به سپاهیان مکه پیغام فرستاد تا از همان‌جا به مکه بازگردند؛ اما ابوجهل بر برگزاری جشن و سرور در بدر اصرار داشت. سپاهیان قریش تمایل به بازگشت داشتند و برخی سران مکه نیز مخالف پیشروی بودند، و احتمالاً بنی‌زهره و بنی‌عدی به مکه بازگشتند؛ به اعتقاد وات، مطمئناً تعهد محکمی میان اهل قریش برای وحدت در این خصوص وجود نداشت. با این همه، مابقی سپاه به سمت بدر به راه افتادند. سپاهیان مکه در العُدْوَةِالقُصْوَی در یَلَیْل (بین بدر و عقنقل) پشت تپهٔ عَقَنْقَل خیمه زدند. به عقیده وات، بدون شک ابوجهل و یارانش گمان می‌کردند که قدرت آنان به قدری خواهد بود که محمد جرأت مقابله و جنگیدن با آنان را نخواهند داشت.

… اعراب از این پیشروی ما خواهند شنید و برای همیشه از ما خواهند ترسید.

—عمرو ابن هشام
در نزدیکی بدر محمد دو نفر را پیش فرستاد تا از کاروان خبر آورند و هنگامی که آن دو از چاهی در بدر آب می‌کشیدند، گفتگوی دو روستایی را شنیدند که کاروان فردا یا پس‌فردا خواهد رسید و فوراً با این خبر بازگشتند. کمی پس از اینکه آنجا را ترک کردند، ابوسفیان که شخصاً آمده بود تا از امنیت مسیر مطمئن شود، به آنجا رسید و از یک روستایی خبر تجسس آن دو نفر را شنید، پس بازگشت و مسیر حرکت کاروان را به سمت دریای سرخ منحرف کرد. پیامبر اسلام پس از مشورت با اصحاب خود، موقعیت مناسبی را در منطقه برگزید و همین امر موجب شد تا مشرکان مکه، در شرایط نامساعدی قرار بگیرند. مسلمانان همچنین نسبت به سپاه متزلزل و مجهز مشرکان، از روحیه‌ای قوی‌تر برخوردار بودند و از همین جهت بر مشرکان برتری داشتند.
سپاهیان مسلمان تا صبح روز بعد در همان‌جا بودند و محمد شب را با نیایش گذراند و آیاتی نیز نازل شد. وی مدت زیادی را در حالت عبادت سپری کرد تا آیهٔ تضمین‌کنندهٔ پیروزی را دریافت کرد. او به پیروانش گفت که همهٔ کشته‌شدگان در این نبرد، شهیدند و مستقیماً به بهشت خواهند رفت. به پیشنهاد حباب بن منذر، سپاه اسلام در روز هفدهم رمضان به نزدیکترین چاه از چاه‌های بدر به سپاه قریش نقل مکان کرد. آمدن باران در شب قبل از درگیری، باعث شده بود تا زمین زمین شن‌زار زیر پای مسلمانان محکم و منطقه حرکت قریشیان، باتلاقی گردد.

### آغاز درگیری

مسیر حرکت و جایگاه لشکر مسلمانان و لشکر قریش، در بدر

تا پیش از سپیده‌دم هفدهم رمضان، خیمهٔ مکیان پشت تپه‌ای بود و قابل مشاهده نبود. در سپیده‌دم هفدهم و به نقلی نوزدهم یا بیست و یکم رمضان، قریشیان تا بالای عقنقل پیشروی کردند، و سپس در پایین سراشیبی خیمه زدند و طرفین درگیری می‌توانستند همدیگر را رؤیت کنند. چند تن از مشرکان همان موقع نزدیک آمدند و همگی به جز حکیم بن حِزام کشته شدند.
وقتی دیدند تعداد مسلمانان از آنچه که پیش‌بینی کرده بودند کمتر است، عمیر بن وهب الجمحی را مأمور شد تا ببیند کسان دیگری نیز در کمین هستند یا آنکه تعداد سپاه مسلمانان به همین تعداد محدود است؛ وی پس از جستجوی میدانی، بازمی‌گردد و می‌گوید: «هیچ‌یک از اینان کشته نخواهد شد مگر آنکه کسی از شما را بکشد». از آنجا که عمیر در به غیب‌گویی شهرت داشت سخنش تأثیر بسیاری در سپاهیان مکه داشت. پس از آن حکیم بن حزام نزد عتبة رفت و از او خواست خون‌بهای شخص مقتول در سریهٔ نخله (یعنی عمرو بن حضرمی) را به برادرش، عامر بن حضرمی، بپردازد تا یکی از بهانه‌های اصلی این نزاع را رفع کند و از رخ دادن جنگ جلوگیری کند. عتبة پذیرفت و بدو گفت که او نیز ابوجهل را راضی کند تا جنگ را رها کند. عتبة نزد سپاهیان مکه رفت و گفت: «ای مردان قریش، جنگیدن با محمد و پیروانش هیچ سودی برای شما نخواهد داشت. اگر آن‌ها را بکشید، هریک از شما به دیگری که خویشاوندی از شما را [از بین مسلمانان] کشته‌است، با تنفر نگاه خواهد کرد. پس بازبگردید و محمد را به دیگر اعراب واگذارید.» اما پیش از اینکه تصمیم سپاهیان برای جنگ تغییر کند، ابوجهل، عتبة را به ترسیدن از کشته‌شدن خودش و فرزندش (که بین مسلمانان بود) متهم کرد، و همچنین نزد عامر رفت و او را ترغیب کرد که فرصت انتقام‌گیری را از دست ندهد.

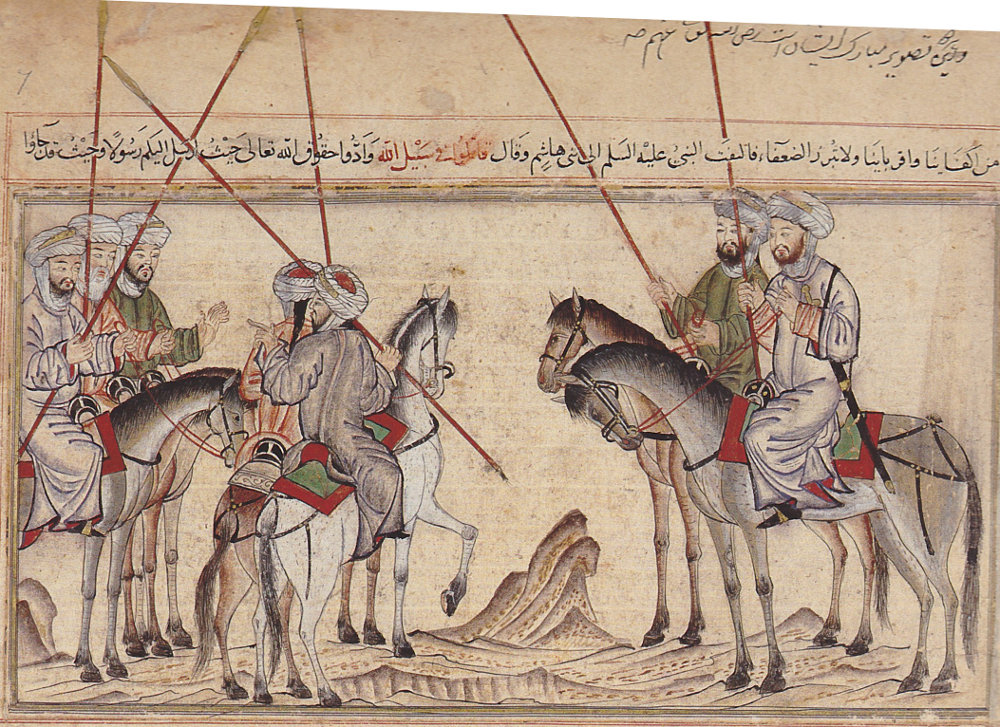
محمد و دیگران، پیش از آغاز غزوهٔ بدر؛ مینیاتور ایرانی، برگرفته از کتاب جامع‌التواریخ

در ابتدای درگیری، اسود بن عبدالاسد کنار آب‌انباری که مسلمانان ساخته بودند رفت و حمزه بن عبدالمطلب وی را کشت. سپس عتبة پیش‌آمد و برای نبرد تن‌به‌تن مبارز طلبید؛ پس میان عتبة و شیبة (برادر عتبة) و ولید (پسر عتبة) از قریش، و عبیدة بن الحریث و حمزه بن عبدالمطلب و علی از مسلمانان، نبردی سه به سه درگرفت و هنگامی که شیبة توسط حمزه، و ولید توسط علی کشته شد، عتبة، عبیدة را زخمی‌کرد و آنگاه حمزه پیش رفت و عتبة را بکشت و به کمک علی، عبیدة را به لشکرگاه بازگرداند و وی چند روز بعد درگذشت. کمی بعد از سوی سپاه مکه تیری چند انداخته شد و دو مسلمان کشته شدند، و آنگاه نبرد اصلی آغاز شد. در نبرد عمومی که ظاهراً با تیراندازی آغاز شد، مسلمانان با قدرت حمله کردند و صفوف مکیان را درهم‌کوبیدند و خیلی زود شکست در لشکر قریش بیفتاد و اکثرشان حین نبرد بگریختند. دانشنامه جهان اسلام گزارش می‌کند که عامر بن حضرمی یا اسود بن عبدالاسد مخزومی از میان قریشیان، آغازگر حمله بوده‌است. به گزارش حلبی، محمد در گیرودار جنگ، مشتی ریگ از زمین برداشت و سمت سپاه دشمن پرتاب کرد و آنان را نفرین نمود و همین امر سبب فرار و شکست مشرکان شد. با وجود آنکه منابعی چون واقدی و ابن‌هشام گزارش کرده‌اند که محمد در سایه‌بانی مشرف بر میدان، به مدیریت نبرد می‌پرداخت، اما علی بن ابی‌طالب در روایتی که ابن‌سعد و طبری آن را گزارش کرده‌اند، محمد را نزدیک‌ترین فرد به دشمن توصیف می‌کند. دانشنامه جهان اسلام با جمع بین این دو گزارش، معتقد است که محمد از این سایه‌بان برای فرماندهی جنگ استفاده می‌کرد و خود در نبرد نیز مشارکت داشت و مستقیماً اموری چون نظم سپاه را عهده‌دار می‌بود.

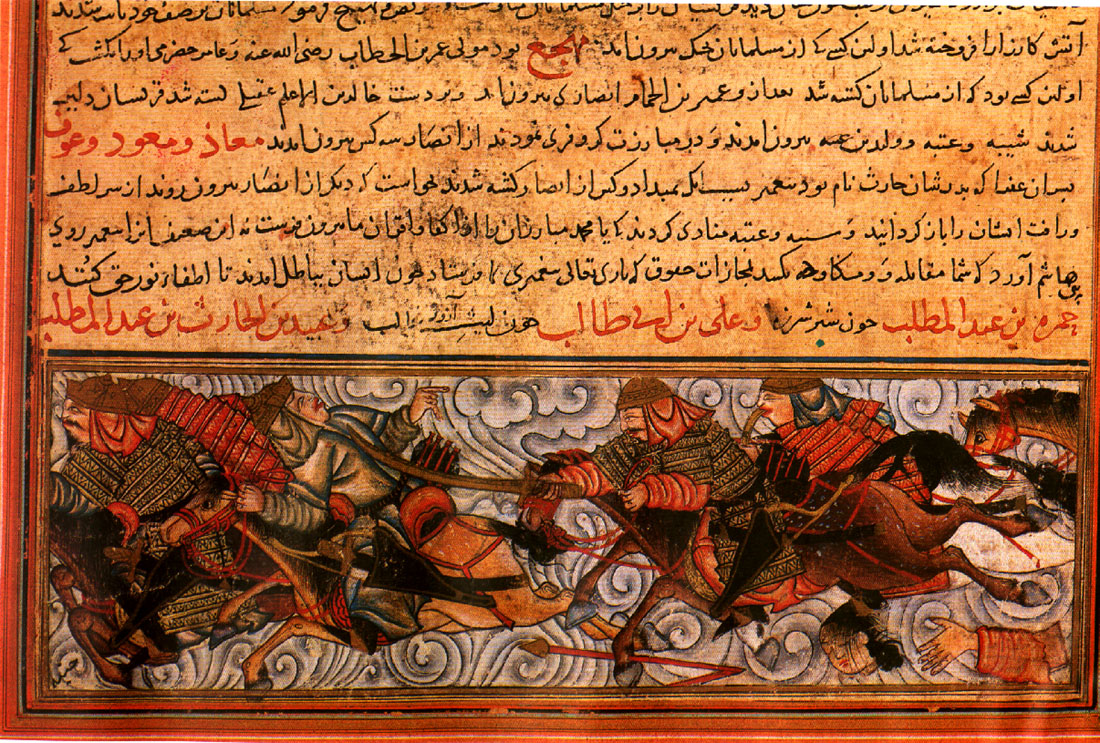
غزوهٔ بدر؛ مینیاتور ایرانی، برگرفته از کتاب جامع‌التواریخ

## نتایج و دست‌آوردها

### تلفات و اسیران
منابع در آمار تلفات و اسیران این جنگ دچار اختلاف هستند؛ با این وجود قریب به ۷۰ تن از ایشان کشته و تقریباً به همین تعداد اسیر شدند و بسیاری از بزرگان قریش مانند ابوجهل و امیه بن خلف که تا آخرین لحظه بر جنگیدن اصرار داشتند نیز کشته یا اسیر شدند. از میان ۷۰ کشته قریش، ۱۳ تن از آنان از سران بودند و چند نفری نیز از مسلمانانی بودند که مجدد به شرک گرویده‌بودند. از جانب مسلمانان، فقط ۱۵ تن — به تفکیک: ۶ تن از مهاجرین و ۸ تن از انصار — در حین نبرد یا پس از آن بر اثر جراحات وارده کشته شدند. به گزارش ابن‌سعد، واقدی و ابن‌هشام، ۱۴ مسلمان در این غزوه کشته شده‌اند. جهان اسلام نیز این گزارش را تأیید می‌کند. به نوشتهٔ سید محمدحسین طباطبایی در تفسیر المیزان به نقل از کتاب الارشاد شیخ مفید، شیعه و سنی متفقند که سی‌وپنج نفر از سپاه مکه به دست علی کشته شده‌اند. علاوه بر این افراد دیگری نیز هستند که در خصوص مشارکت علی در کشتن آن‌ها اختلاف وجود دارد. به دستور محمد، اجساد کشته شدگان از مسلمانان را در بدر دفن کردند و اجساد کشته شدگان از قریش نیز در یکی از چاه‌ها انداخته شدند. بعد از این کار محمد با اجساد در چاه شروع به سخن کرد و به اصحابش تأکید کرد که آنان صدای او را بهتر از هر کس دیگری می‌شنوند.
تعداد اسیران از مشرکان مکه، ۷۰ نفر گزارش شده‌اند و اسیری از مسلمانان به دست مشرکان نیافتاد. به گزارش منابع تاریخی، محمد با اسیران به نیکویی رفتار کرد و بجز ۲ نفر از آنان که در شرک خود سرسخت بودند، الباقی را در برابر فدیه یا بدون آن و برخی را در مقابل آموختن سواد به دیگران، آزاد کرد. سهیل، عباس (عموی محمد)، عقیل و نوفل (پسرعموهای محمد) از اسیران مهم این جنگ بودند. محمد دستور قتل دو تن را که دشمنان خطرناک مدینه و اسلام می‌پنداشت، صادر کرد. این افراد از عوامل اصلی شکنجه افراد در مکه بودند و حکم اعدامشان را علی بن ابی‌طالب اجرا کرد.

### غنائم

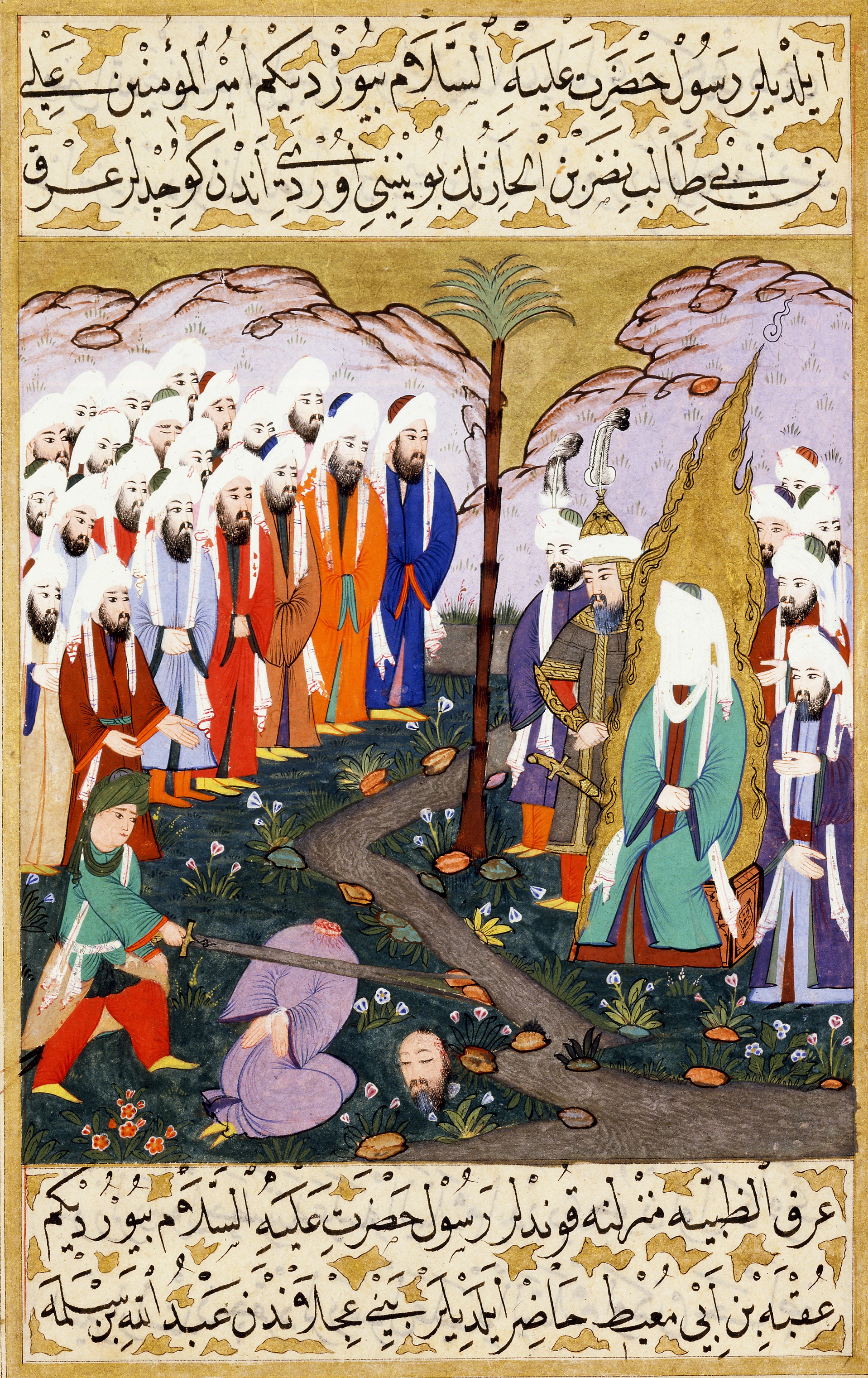
کشتن نضر بن حارث (از اسیران) توسط علی در حضور محمد و اصحاب

پس از نبرد، میان مسلمانان در تقسیم غنائم جنگی اختلاف افتاد تا اینکه آیاتی نازل شد و محمد گفت غنائم و اسیران به‌طور مساوی بین کسانی که در جنگ شرکت داشتند تقسیم شود. بخشی از غنائم نیز به فقیران مدینه به‌خصوص زنان و کودکانی که پس از جنگ بیوه و یتیم شدند اختصاص یافت.

### تأثیرات و اهمیت
غزوه بدر تأثیراتی را برای سال‌ها در میان دو طرف داشت. مسلمانان همواره این پیروزی را به عنوان افتخاری در میان خود می‌دانستند و حتی پس از درگذشت محمد، صحابه شرکت کننده در نبرد بدر، بر دیگر صحابه برتری داشتند. بر همین اساس عمر بن خطاب وقتی برای مسلمانان از فتوحات، سهمی را وضع کرد، برای اصحاب بدر جایگاهی به‌خصوص در نظر گرفت. همیطنور حضور اصحاب بدر در میان بیعت‌کنندگان با علی بن ابی‌طالب از دید مسلمانان مهم تلقی می‌شد. مسلمانانی که در این نبرد شرکت داشتند «بدریّون» لقب گرفتند و به آنان به عنوان اشخاصی شایسته‌تر نگریسته می‌شد. «بدری» یا «اصحاب بدری» دیگر القابی است که حاضران در بدر به آن شهره شدند. در نظر مسلمانان، این پیروزی نتیجهٔ امداد الهی بود. ایشان بر این باور بودند که خدا فرشتگانش را برایشان فرستاده‌است. پیروزی در این نبرد سبب شد اهل مدینه برای شرکت در لشکرکشی‌های مسلمانان آماده‌تر باشند. احتمالاً قبایل میان مدینه و دریای سرخ برای اتحاد با محمد آماده‌تر بودند؛ چراکه قریش در تابستان آن سال جرئت نکرد کاروانی را به سوریه بفرستد. پس از این واقعه، محمد در جایگاه مستحکم‌تری در مدینه قرار گرفت. به گفتهٔ وات، اعتمادبه‌نفس و اعتباری که مسلمانان با این پیروزی کسب کردند، عواملی بود که بدون آن‌ها اسلام به‌سختی می‌توانست به جایگاه کنونی‌اش برسد.
وات معتقد است که این شکست به مکه آسیب بزرگی زد، اما آن را فلج نکرد. از دست‌دادن بسیاری از سران برای مکیان زیانی بزرگ بود، اما شاید بزرگ‌ترین ضرر از دست دادن اعتبار و قدر و منزلت بود. پیروزی مسلمانان در این نبرد نفوذ مکه را تا حد زیادی کاهش داد و جایگاه سیاسی مسلمانان را در مدینه مستحکم کرد. پس از این نبرد، ابوسفیان با کشته شدن دست کم دوازده تن از سران مکه همچون عمرو ابن هشام، عتبه بن ربیعه و امیة بن خلف تبدیل به مهم‌ترین رئیس قبیله در مکه شد. بر اساس گزارش بهرامیان در دایرة المعارف بزرگ اسلامی، مکیان با وجود پذیرش اسلام در آینده، اما ضربت این شکست را فراموش نکردند و این غزوه سبب شد تا رقابت‌های قبیلگی در بین اعراب دوباره سر برآورد. شکست در نظر مکیان تا جایی اهمیت یافت که ولید بن عقبه که پدرش را در بدر از دست داده‌بود، در نبرد صفین و در مقابل علی بن ابی‌طالب سخن از انتقام روز بدر زد و بابت آن مورد تمجید معاویه قرار گرفت. یزید، فرزند معاویه نیز پس از به قتل رساندن حسین بن علی در واقعه کربلا، به نوعی از این کینه دیرینه یاد می‌کند. به گفتهٔ وات، این مصیبت که بر سر اهل مکه آمد مجازاتی بود که پیش‌تر در آیات مکی پیش‌بینی شده بود و بنابراین صحت ادعای پیامبری محمد را معلوم کرد.
بعدها با وقوع غزوه بدر و دفن کشته‌شدگان آن در منطقه بدر، این منطقه اهمیت ویژه‌ای یافت و تبدیل به زیارتگاه گردید. در بررسی‌هایی که از منطقه به عمل آمده‌است، سردابی کشف شد که محل دفن شهدای بدر بوده‌است. بعدها این منطقه تبدیل به روستا و شهر گردید و در ناحیه سایه‌بان محمد که از آنجا بر غزوه بدر نظارت داشت، مسجدی با نام عریش — به معنای اصطلاحی سایه‌بان پیامبر — ساخته شد. پس از غزوهٔ بدر، غزوهٔ احد روی داد و مسلمانان از مکیان شکست خوردند. ابوسفیان این جنگ را در برابر جنگ بدر دانست، و به محمد وعدهٔ جنگی دیگر را در سال بعد در بازار موسمی بدر الصفراء داد. محمد و پیروانش به وعده‌گاه آمدند، اما ابوسفیان در میانهٔ راه پشیمان شد و به مکه بازگشت. ظاهر ابولهب نیز در اندوه همین حادثه درگذشت. سران مکه نیز توصیه کردند تا افراد در عزای از دست‌دادگان خود نگریند و برای خرید اسیران از مسلمانان اقدام کنند.

## در قرآن
بر اساس گزارش دایرة المعارف بزرگ اسلامی و دانشنامه جهان اسلام، سوره انفال در شأن غزوه بدر نازل شده‌است و در این سوره از غزوه بدر، با عنوان یوم الفرقان یاد شده‌است. در این آیات، تلاش نافرجام مشرکان به کارهایی که اقوام گذشت مرتکب آن شدند و تشبیه آن با آل فرعون، از جمله مفاد این آیات است. به گفته قرآن، مسلمانانی از رفتن به نبرد سرباز زدند و این در حالی بود که خداوند پشتیبان مؤمنان بوده‌است. در آیه ۱۲۳ سوره آل عمران از قرآن، به صراحت پیروزی در بدر، از جانب خدا معرفی شده‌است. در قرآن به صراحت از حضور ملائکه در کمک به مؤمنان در خصوص این نبرد یاد شده‌است و این امر را سبب قوت قلب مؤمنان دانسته‌است. در خصوص نزول فرشتگان به زمین، گزارش‌ها مختص به قرآن نیست و جمعی از حاضران از لشکر مسلمانان و حتی مشرکان مکه، آن را تأیید کرده‌اند. از این رو در تحقق این واقعه هیچ تردیدی در منابع اسلامی وجود ندارد.

## بازتاب

### در اعتقادات
یکی از تأثیرات غزوه بدر در حوزه باورها، تعداد یاران پیامبر اسلام است. بر این اساس، تعداد ۳۱۳ یار اصحاب محمد، در احادیث مهدویت بازتاب داشته‌است و منابع شیعی همچون الغیبه شیخ طوسی، تعداد اصحاب حجت بن الحسن در دوران ظهور را ۳۱۳ تن گزارش می‌کند.

### در هنر و ادبیات

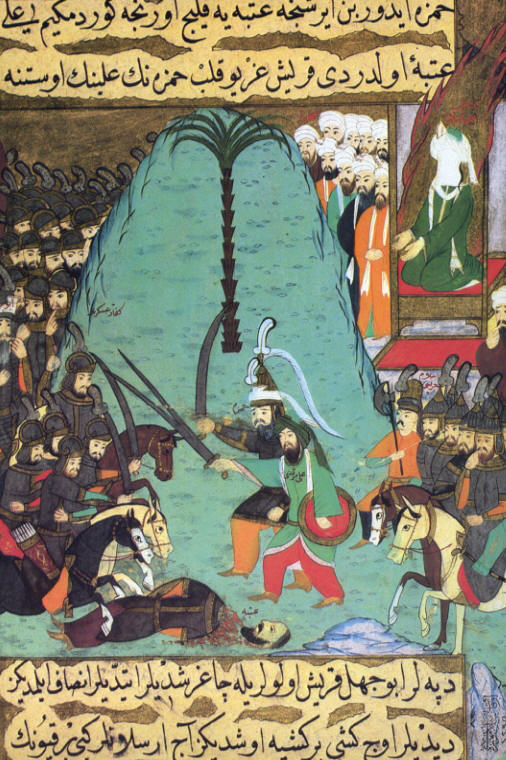
تصویری از جنگ بدر که علی و حمزه به دل سپاه کفار زده‌اند اثر لطفی عبدالله، اواخر قرن شانزدهم میلادی

مولانا در حکایت «گفتن شیطان قریش را کی به جنگ احمد آیید…» در دفتر سوم مثنوی معنوی، غزوهٔ بدر و نقش ابلیس (که او را نمایندهٔ نفس اماره معرفی می‌کند) در این جنگ را شرح، و بدان وسیله تفسیری از نفس انسانی ارائه می‌دهد. در فیلم محمد رسول‌الله که از معدود فیلم‌های ساخته‌شده دربارهٔ زندگی پیامبر اسلام است، جنگ‌های صدر اسلام (ازجمله غزوهٔ بدر) دقیقاً توصیف شده‌اند.

### در نظامی‌گری
دولت مصر عملیات گذشتن از کانال سوئز در سال ۱۹۷۳ میلادی را که آغازگر جنگ یوم کیپور بود، به یاد این نبرد «عملیات بدر» نامید. یکی از عملیات‌های ایران که در سال ۱۳۶۳ در جریان جنگ ایران و عراق انجام شد هم عملیات بدر نام داشت. همچنین تشکیلات نظامی مجلس اعلای انقلاب اسلامی عراق «لشکر بدر» نامیده می‌شد.

## منبع‌شناسی
منابع دست اول شناخت زندگانی محمد عبارت است از قرآن، گفته‌های محمد در قالب حدیث و آنچه از کردار وی به صورت سنت ثبت شده‌است. همچنین زندگی‌نامه‌هایی تحت عنوان سیره نبوی در سده‌های دوم و سوم هجری (۸ و ۹ میلادی) نگاشته شده‌است. دربارهٔ زندگانی محمد، گزارش‌های فراوان و روشنی در متون تاریخی آمده‌است، ولی مانند هر شخصیت تاریخی پیش از دنیای مدرن، تمام جزئیات زندگی او مشخص نیست. از این‌روی که محمد از تأثیرگذارترین شخصیت‌های تاریخ است، زندگانی، اعمال و افکار او طی قرن‌ها بین موافقان و مخالفانش مورد بحث بوده‌است و این سبب شده تا نگاشتن یک زندگی‌نامهٔ صریح از او دشوار باشد. برای این منظور هم فهم اسلامی از وی به عنوان یک پیامبر و هم فهم دانشمندان غربی بر مبنای فلسفه‌های مدرن باید در نظر گرفته شود.
منابع ثانویه برای کشف و فهم تاریخی رویدادهای زندگی محمد، آثار تاریخی مورخان در قرن سوم و چهارم هجری در دنیای اسلام می‌باشد. از جمله سیره نویسان مطرح که به طوری مفصل از غزوات محمد یاد کرده‌است، محمد بن عمر واقدی (مرگ ۲۰۷ یا ۲۰۹ هجری) مؤلف «کتاب المغازی» است. محمد بن سعد بن منیع (۱۶۸–۲۳۰ ق) مشهور به ابن‌سعد بغدادی، نگارنده طبقات الکبری نیز از سیره نویسان مسلمان می‌باشند. به نوشته رسول جعفریان سیره نبوی شامل دو بخش بود که یکی به زندگی اجداد محمد و زندگی محمد در مکه می‌پرداخت و بخش دوم به حوادث پس از هجرت محمد از مکه به مدینه یعنی زندگی محمد در مدینه اختصاص داشت، که به مغازی مشهور است. معروفترین سیره‌ای که در سده نخست نگاشته شده‌است و گزارش آن به ما رسیده‌است، سیره‌ای توسط عروة بن زبیر(۲۲ یا ۲۶ ق. -۹۴ ق) که واقدی او را اولین سیره‌نویس دانسته‌است. علی‌رغم گزارش‌های اندکی که از سیره‌نویسی در سده نخست به ما رسیده‌است، فرضیه محتمل آن استکه در سده نخست هجری نوشته‌هایی به صورت کتابچه وجود داشته اما گزارشی از آن‌ها نرسیده‌است. بنابر روایتی از زبیر بن بکار سیره‌ای در سده نخست توسط آبان بن عثمان (م میان ۹۶–۱۰۵)، فرزند خلیفه سوم، نیز وجود داشته‌است، اما چیزی از آن در تاریخ‌نگاری مسلمانان روایت نشده‌است. همچنین با توجه به نقل قول طبری از سهل بن ابی حثمه (متولد سال سوم هجری)، محتمل است که وی نیز سیره‌ای نگاشته باشد. از وهب بن منبه نیز گزارشی دربارهٔ رخدادهای پیش از هجرت و نیز غزوه خثعم رسیده‌است. هورفتس و فؤاد سزگین نام سیره نویسان پیش از ابن اسحاق را چنین برشمرده‌اند: سعید بن سعد بن عباده، سهل بن ابی حثمه (م ۴۱)، سعید بن مسیب (م ۹۴)، عبدالله بن کعب (م ۹۷) شعبی (م ۱۰۳) آبان بن عثمان بن عفان (م ۹۶–۱۰۵) عروة بن زبیر (م ۹۴) شرحبیل بن سعد (م ۱۲۳) قاسم بن محمد بن ابی بکر (م ۱۰۷) عاصم بن عمر بن قتاده (م ۱۲۰) محمد بن شهاب زهری (م ۱۲۴) ابواسحاق عمرو بن عبدالله همدانی (م ۱۲۷) یعقوب بن عتبه (م ۱۲۸) عبدالله بن ابی بکر بن… حزم (م ۱۳۰) یزید بن رومان (م ۱۳۰) ابوالاسود محمد بن عبدالرحمن اسدی (م ۱۳۱) داوود بن حسین (م ۱۳۵) ابوالمعتمد تیمی (م ۱۴۳) و موسی بن عقبه (م ۱۴۱). جعفریان می‌گوید سیره‌نویسی در سده دوم رواج یافت و در این میان ابن شهاب الزهری (م. ۱۲۴هـ) نقشی مهم در گردآوری روایات و سیره‌های پیش از خود و انتقالش به سیره نویسان بعدی ایفا کرد. وی گرایش به امویان داشت و در خدمت هشام بن عبدالملک بود. «کتاب المصنف» عبدالرزاق بن همام صنعانی (م ۲۱۲) دربردارنده بخش عمده مطالب زهری است. «سیره ابن اسحاق پایان تلاش‌های متفرق علاقه‌مندان به سیره و جامع کارهای مقدماتی است.» مشخص نیست که آیا آنچه ابن اسحاق از عروة بن زبیر نقل می‌کند، را مستقیماً از زهری و او از عروه شنیده‌است یا این که وی از کتاب عروه نقل می‌کند. از آ ن رو که هیچ‌یک از سیره نویسان پیش از ابن اسحاق کار خود را در حد وی سر و سامان دادند، چندان مورد توجه قرار نگرفته‌اند. مورخان اهل سنت سیره ابن اسحاق را به عنوان یک روایت مقبول از زندگی محمد پذیرفته‌اند و دیگر اخباری را که گردآورده‌اند در حاشیه آن قرار داده‌اند.

به گفتهٔ ویلیام مونتگومری وات، در قرآن اشارهٔ صریحی به درگیری‌های اولیهٔ مسلمانان یافت نمی‌شود. اما به گفتهٔ محمدحسین طباطبایی، مفسر شیعه، آیات ۱۲۱ تا ۱۲۸ سورهٔ آل عمران صریحاً به بدر اشاره کرده‌است؛ هرچند مقصود اصلی از این آیات، طرح داستان بدر نبوده‌است. همچنین طبق دائرةالمعارف بزرگ اسلامی، سورهٔ انفال در شأن این نبرد نازل شده‌است. معمولاً قدیمی‌ترین و مورد اعتمادترین منبع تاریخی برای بررسی این رویداد نامهٔ عروة بن زبیر به عبدالملک بن مروان (خلیفهٔ دوره اموی) دانسته می‌شود؛ هرچند برخی از مطالب آن به افسانه شباهت دارد. در منابع اولیهٔ تاریخی این رویداد مفصلاً شرح داده شده‌است.